# Cupa României 1996-1997
Ediția 1996-1997 a fost a 59-a ediție a Cupei României la fotbal. A fost câștigată de Steaua București, care a învins-o în finală pe FC Național București.

## Desfășurare
Toate meciurile de după faza șaisprezecimilor, exceptând finala (care a avut loc în București), s-au jucat pe teren neutru. În șaisprezecimi au participat 32 de echipe, din care făceau parte și cele din Divizia A. Dacă după 90 de minute scorul era egal se jucau două reprize de prelungiri a câte 15 minute. Dacă după prelungiri scorul era tot egal, soarta calificării se decidea la loviturile de departajare.

## Șaisprezecimi
| Data              | Echipă gazdă             |   | Echipă oaspete        | Rezultat   |
| ----------------- | ------------------------ | - | --------------------- | ---------- |
| 29 noiembrie 1996 | Onești                   | – | Steaua București      | 0:2        |
| 30 noiembrie 1996 | FC Brașov                | – | Sportul Studențesc    | 3:0        |
|                   | Rocar                    | – | FCU Craiova           | 0:3        |
|                   | Dunărea Călărași         | – | CF Chindia Târgoviște | 3:1        |
|                   | Electroputere Craiova    | – | Petrolul Ploiești     | 0:2        |
|                   | Năvodari                 | – | Argeș Pitești         | 1:0 (d.p.) |
|                   | CSM Moinești             | – | Universitatea Cluj    | 1:3        |
|                   | Viitorul Victoria Oradea | – | Poli Timișoara        | 0:3        |
|                   | Ceahlăul                 | – | Jiul Petroșani        | 1:0        |
|                   | Dacia Pitești            | – | Dinamo București      | 1:2        |
|                   | Astra Ploiești           | – | Farul                 | 1:2        |
|                   | CSM Reșița               | – | Gloria Bistrița       | 1:0        |
|                   | Olimpia Satu Mare        | – | FCM Bacău             | 3:0        |
|                   | Inter Sibiu              | – | Rapid București       | 1:0        |
|                   | UMT Timișoara            | – | Oțelul Galați         | 2:4        |
|                   | ASA Tîrgu Mureș          | – | FC Național           | 1:3        |

## Optimi
| Data       | Oraș            | Echipă gazdă       |   | Echipă oaspete    | Rezultat   |
| ---------- | --------------- | ------------------ | - | ----------------- | ---------- |
| 7 mai 1997 | Alba Iulia      | FC Brașov          | – | Poli Timișoara    | 4:0        |
|            | Brașov          | FC Național        | – | Inter Sibiu       | 1:0 (d.p.) |
|            | București       | Petrolul Ploiești  | – | Dunărea Călărași  | 3:0        |
|            | Constanța       | Dinamo București   | – | Oțelul Galați     | 7:6 (pen.) |
|            | Ploiești        | Steaua București   | – | Năvodari          | 5:0        |
|            | Râmnicu Vâlcea  | CSM Reșița         | – | Farul             | 3:2 (pen.) |
|            | Sfântu Gheorghe | Universitatea Cluj | – | Ceahlăul          | 2:1 (d.p.) |
|            | Târnaveni       | FCU Craiova        | – | Olimpia Satu Mare | 3:2 (pen.) |

## Sferturi
| Data         | Oraș       | Echipă gazdă     |   | Echipă oaspete     | Rezultat   |
| ------------ | ---------- | ---------------- | - | ------------------ | ---------- |
| 14. mai 1997 | Alba Iulia | Dinamo București | – | CSM Reșița         | 4:1        |
|              | Brașov     | FC Național      | – | Universitatea Cluj | 3:1        |
|              | Buzău      | Steaua București | – | Petrolul Ploiești  | 3:2 (d.p.) |
|              | Pitești    | FCU Craiova      | – | FC Brașov          | 2:0        |

## Semifinale
| Data        | Oraș      | Echipă gazdă     |   | Echipă oaspete   | Rezultat |
| ----------- | --------- | ---------------- | - | ---------------- | -------- |
| 21 mai 1997 | București | FC Național      | – | Dinamo București | 2:1      |
|             | Pitești   | Steaua București | – | FCU Craiova      | 2:1      |

## Finala
| 4 iunie 1997 21:00 | Steaua București                                  | 4 – 2 | FC Național                           | Stadionul Național, București Spectatori: 25.000 Arbitru: Sorin Corpodean (Ocna-Mureș) |
| 4 iunie 1997 21:00 | 2', 5', 30' (pen) Sabin Ilie 86' Cristian Ciocoiu |       | Marin Dună 10' Tănase Tinel Petre 89' | Stadionul Național, București Spectatori: 25.000 Arbitru: Sorin Corpodean (Ocna-Mureș) |

| STEAUA BUCUREȘTI: |                      |         |
|                   |                      |         |
| P                 | Bogdan Stelea        |         |
| F                 | Laurențiu Reghecampf |         |
| F                 | Adrian Matei         |         |
| F                 | Valeriu Răchită      |         |
| F                 | Iulian Miu           |         |
| M                 | Dennis Șerban        | 75'     |
| M                 | Marius Baciu         |         |
| M                 | Iosif Rotariu        |         |
| M                 | Damian Militaru      |         |
| A                 | Marius Lăcătuș       | (c) 80' |
| A                 | Sabin Ilie           | 84'     |
| Înlocuiri:        |                      |         |
| M                 | Laurențiu Roșu       | 75'     |
| A                 | Cristian Ciocoiu     | 80'     |
| A                 | Cătălin Munteanu     | 84'     |
| Antrenor:         |                      |         |
| Dumitru Dumitriu  |                      |         |

| FC NATIONAL:    |                    |     |
|                 |                    |     |
| P               | Răzvan Lucescu     |     |
| F               | Dorel Zegrean      | 60' |
| F               | Liviu Ciobotariu   |     |
| F               | Cătălin Necula     |     |
| F               | Ion Sburlea        |     |
| M               | Petre Marin        |     |
| M               | Adrian Pigulea     | 46' |
| M               | Dănuț Moisescu     | 67' |
| M               | Cristian Vasc      |     |
| A               | Marin Dună         | (c) |
| A               | Radu Niculescu     |     |
| Înlocuiri:      |                    |     |
| M               | Cătălin Liță       | 46' |
| F               | Tănase Tinel Petre | 60' |
| M               | Cristian Albeanu   | 67' |
| Antrenor:       |                    |     |
| Florin Halagian |                    |     |